# Tequila (Jalisco)
Tequila es una ciudad mexicana ubicada en el estado de Jalisco, cabecera del municipio homónimo. Se ubica a unos 60 km de la ciudad de Guadalajara. El nombre de Tequila proviene de la palabra náhuatl Tecuilan («lugar de tributos»).
Con estatus de «Pueblo Mágico», Tequila es conocido por darle su nombre al tequila, al ser uno de los territorios donde este se produce.
Sus primitivos pobladores fueron chichimecas, otomíes, toltecas y nahuatlacas. El poblado estuvo en un principio asentado en un lugar que se llamó Teochichán o Techinchán: lugar del dios todopoderoso o donde abundan los lazos y trampas.

## Historia
Los pobladores originales del territorio que ahora se conoce como Tequila, eran de las etnias chichimeca y otomí.
La región fue anexada a la Nueva Galicia por Cristóbal de Oñate en 1530. Los habitantes locales levantaron defensas alrededor del cerro de Teochtinchán, pero el asedio fue de corta duración pues finalmente decidieron rendirse pacíficamente.
El poblado de Santiago de Tequila fue fundado el 15 de abril de 1530 por franciscanos bajo las órdenes de fray Juan Calero, trayendo para ello a indígenas del cerro del Chiquihuitillo.
Pese a los inicios pacíficos del poblado, en 1541 en una revuelta de varios poblados incluyendo a Tequila, varios de los frailes fueron ejecutados incluyendo a fray Juan Calero (fundador del municipio).
En octubre de 1600, Pedro Sánchez de Tagle crea la primera destilería de bebida de agave, el cual ya se consumía anteriormente pero sin destilar, creando con ello la primera fábrica de tequila propiamente dicha.
A principios del siglo XIX, los gobernadores de la Nueva Galicia, José Fernando de Abascal y Sousa y Rogelio Rea de Aragón, sofocaron una revuelta en Tequila, y fueron promovidos a virrey del Perú.
Poco después de la obtención de la independencia, el 27 de marzo de 1824 Tequila fue nombrado cabecera de uno de los 26 departamentos en que se dividió originalmente el estado de Jalisco, dándosele también el título de villa.

## Tradiciones y costumbres
Algo muy sorprendente para las personas que no son de esta ciudad y que lo observan por primera vez es la “bendición” a las nueve de la noche, todos los días en que sale el sacerdote del templo y ofrece una bendición sonando tres campanadas, en ese momento todas las personas se ponen de pie, volteando al templo, aun cuando van caminando por las calles o en cualquier lugar, incluso las parejas de novios que platican en las bancas de la plaza principal. En las casas suspenden la música, apagan el televisor o dejan de realizar su actividad para recibir de pie la bendición, ya que las personas de este lugar son muy creyentes de su religión católica. Tal vez por eso sus actividades del campo las encomiendan a Dios y los santos colocando imágenes religiosas. Antes de que empiecen las lluvias se acostumbra sacar por las orillas de la población al “Señor de los Rayos” en hombros y forman una peregrinación, pidiendo que llueva sin tempestades para que sus cosechas sean abundantes y provechosas. Al recoger sus cosechas van al templo los campesinos con una milpa del mejor elote de su siembra a dar gracias en una misa que ofrecen.
Otra costumbre muy propia son los días de San Juan y San Pedro, los días 24 y 29 de junio llamándole el día de “los cantaritos” ya que acostumbran salir al campo en ambiente familiar a jugar con cantaritos en forma de pelotitas de barro, huecas, con piedritas adentro como sonajas que se rompen al jugar con ellos. Algo que incluye esta costumbre es que las muchachas (no todas hoy en día) visten de color rojo, imitando las garrapatitas del campo que son unos animalitos rojos que crecen entre la yerba.
Los lugares preferidos para este paseo son la Loma de la Virgen, la Loma de la Santa Cruz de la Villa, el arroyo de Los Jarritos, el cerro de Tequila y las orillas de la carretera internacional.
Una vez que pasan los días de fiesta y vuelve la tranquilidad al lugar, las personas acostumbran por las tardes sentarse fuera de sus casas en su banqueta a convivir con sus vecinos, con un trato familiar. En algunos barrios acostumbran los adultos y niños, a jugar a “La Lotería” como una forma de divertirse. En esos ratos de convivencia entre vecinos nacieron las anécdotas y leyendas que son conocidas en la población.

## Hongos
Catálogo de hongos volcán de tequila.
| Fungi                  | Hypocreaceae                  | Amanitaceae            | Lentinula boryana            | Pulveroboletus ravenelii  |
| Ascomycota             | Hypomyces chrysospermus       | A bisporigera          | Physalacriaceae              | Xerocomellus chrysenteron |
| Leotiomycetes          | H. hyalinus                   | A citrina              | Pleurotaceae                 | Boletinellaceae           |
| Helotiales             | H. lactifluorum               | 1. fulva               | P. smithii                   | Boletinellus merulioides  |
| Leotiaeae              | Ophiocordycipitaceae          | A gemmata              | Pluteaceae                   | Diplocystidiaceae         |
| Pezizomycetes          | Tolypocladium ophioglossoides | A. magnivelaris        | V. lepiotospora              | Gomphidiaceae             |
| Pezizales              | Xylariales                    | A. onust               | Psathyrellaceae              | Chroogomphus rutilus      |
| Helvellaceae           | Xylariaceae                   | A. virosa              | Coprinopsis lagopus          | Hygrophoropsidaceae       |
| H. pezizoides Afzel    | Annulohypoxylon thouarsianum  | Cortinariaceae         | Lacrymaria hypertropicalis   | Hygrophoropsis aurantiaca |
| Morchellaceae          | Daldinia cf. eschscholtzii    | Cortinarius sanguineus | P. semiovatus                | Sclerodermataceae         |
| Morchella esculenta    | Poronia oedipus               | C. semisanguineus      | P. delineata                 | Pisolithus arhizus        |
| Pachyella celtica      | Xylaria hypoxylon             | Cyphellaceae           | Schizophyllaceae             | S. floridanum             |
| Peziza arvernensis     | Basidiomycota                 | Entolomataceae         | Strophariaceae               | S. laeve                  |
| Pachyella celtica      | Agaricomycetes                | Hydnangiaceae          | D. cf. montana               | Suillaceae                |
| Peziza arvernensis     | Agaricales                    | Hygrophoraceae         | Stropharia rugosoannulata    | S. luteus                 |
| P. badia Pers          | Agaricaceae                   | Gliophorus psittacinus | Tricholomataceae             | Cantharellales            |
| P. howsei              | Agaricus campestris           | Hygrocybe conica       | Clitocybe costata            | Cantharellaceae           |
| Pyronemataceae         | 1. xanthodermus               | H. cf. miniata         | C. gibba                     | Clavulinaceae             |
| Aleuria auranti        | Bovista cf. aestivalis        | Hymenogastraceae       | L. nuda                      | Clavulina cinerea         |
| Humaria hemisphaerica  | Calvatia cyathiformis         | Inocybaceae            | Tricholomopsis rutilans      | Geastrales                |
| Humaria hemisphaerica  | Chlorophyllum molybdites      | I. geophylla           | Auriculariales               | Geastraceae               |
| Otidea alutacea        | Coprinus comatus              | I. geophylla var. alba | Auriculariaceae              | Geastrum saccatum         |
| O. onatica             | Cyathus olla                  | Lyophyllaceae          | Auricularia auricula-judae   | Gloeophyllales            |
| Scutellinia scutellata | C. stercoreus                 | Marasmiaceae           | A. nigricans                 | Gloeophyllaceae           |
| Tarzetta catinus       | Lepiota alopchroa             | Marasmius oreades      | Boletales                    | Gloeophyllum sepiarium    |
| Sarcoscyphaceae        | Leucoagaricus rubrotinctus    | Mycena acicula         | Boletaceae                   | Gomphales                 |
| Sarcoscypha coccinea   | Leucocoprinus birnbaumii      | Mycenaceae             | B. russellii                 | Clavariadelphaceae        |
| Sordariomycetes        | Lycoperdon candidum pers      | Xeromphalina tenuipes  | B. ferrugineus               | Gomphaceae                |
| Hypocreales            | L. fuscum Hunds               | Omphalotaceae          | B. reticulatus               | R. stricta                |
| Cordycipitaceae        | L. molle Pers                 | Gymnopus alkalivirens  | Buchwaldoboletus hemichrysus | Turbinellus floccosus     |
| Cordyceps militaris    | L. umbrinum                   | G. dryophilus          | Heimioporus betula           | Hymenochaetales           |

## Flora
La flora representativa de tequila está compuesta por:
| Pino      | Pinus L              |
| Roble     | Quercus              |
| Madroño   | Arbutus unedo        |
| Mezcal    | Agave Angustifolia   |
| Encino    | Quercus              |
| Mezquite  | Prosopis             |
| Guamúchil | Pithecellobium dulce |
| Nopal     | Opuntia ficus-indica |
| Pitahaya  | Selenicereus undatus |
| Plátano   | Musa × paradisiaca   |
| Mango     | Mangifera indica     |
| Huizache  | Vachellia farnesiana |
| Limón     | Citrus × limon       |
| Ciruelo   | Prunus domestica     |
| Aguacate  | Persea americana     |

## Fauna[8]
| Venado    | Cervidae              |
| Coyote    | Canis latrans         |
| Tejón     | Meles meles           |
| Lagartijo | Lacertilia            |
| Zorra     | Vulpes vulpes         |
| Zorrillo  | Mephitidae            |
| Ardilla   | Sciurus vulgaris      |
| Armadillo | Dasypodidae           |
| Conejo    | Oryctolagus cuniculus |
| Mapache   | Procyon               |

## Geología
Los terrenos del municipio pertenecen al período terciario, y están compuestos por caliza, rocas ígneas extrusivas, riolita, andesita, basalto, toba y brecha volcánica.

## Topografía
El municipio de Tequila está situado en diferentes relieves, tiene pocas tierras planas, a excepción de algunos pequeños valles, su orografía es muy irregular. A las orillas del río Santiago y Chico hay 700 metros sobre el nivel del mar; al sur del municipio se registran hasta 2,900 metros; en la parte norte las alturas son de 1,700 y 1,800  metros, pero al este en la Sierra de Balcones hay alturas de 2,300 metros.

## Clima
El clima del municipio es semiseco con invierno y primavera secos, y semicálidos sin estación invernal definida. La temperatura media anual es de 23.2 °C y tiene una precipitación media anual de 1,073.1 milímetros de régimen de lluvia en los meses de junio a octubre. Los vientos dominantes son en dirección noreste y sureste. El promedio de días con heladas al año es de 0.4.
| Parámetros climáticos promedio de Tequila (1991-2020) | Parámetros climáticos promedio de Tequila (1991-2020) | Parámetros climáticos promedio de Tequila (1991-2020) | Parámetros climáticos promedio de Tequila (1991-2020) | Parámetros climáticos promedio de Tequila (1991-2020) | Parámetros climáticos promedio de Tequila (1991-2020) | Parámetros climáticos promedio de Tequila (1991-2020) | Parámetros climáticos promedio de Tequila (1991-2020) | Parámetros climáticos promedio de Tequila (1991-2020) | Parámetros climáticos promedio de Tequila (1991-2020) | Parámetros climáticos promedio de Tequila (1991-2020) | Parámetros climáticos promedio de Tequila (1991-2020) | Parámetros climáticos promedio de Tequila (1991-2020) | Parámetros climáticos promedio de Tequila (1991-2020) |
| Mes                                                   | Ene.                                                  | Feb.                                                  | Mar.                                                  | Abr.                                                  | May.                                                  | Jun.                                                  | Jul.                                                  | Ago.                                                  | Sep.                                                  | Oct.                                                  | Nov.                                                  | Dic.                                                  | Anual                                                 |
| ----------------------------------------------------- | ----------------------------------------------------- | ----------------------------------------------------- | ----------------------------------------------------- | ----------------------------------------------------- | ----------------------------------------------------- | ----------------------------------------------------- | ----------------------------------------------------- | ----------------------------------------------------- | ----------------------------------------------------- | ----------------------------------------------------- | ----------------------------------------------------- | ----------------------------------------------------- | ----------------------------------------------------- |
| Temp. máx. abs. (°C)                                  | 34.0                                                  | 37.0                                                  | 39.0                                                  | 40.0                                                  | 41.0                                                  | 41.0                                                  | 36.0                                                  | 35.0                                                  | 36.0                                                  | 35.0                                                  | 35.0                                                  | 34.0                                                  | 41.0                                                  |
| Temp. máx. media (°C)                                 | 27.5                                                  | 29.4                                                  | 31.3                                                  | 34.4                                                  | 35.9                                                  | 34.1                                                  | 30.8                                                  | 30.8                                                  | 30.2                                                  | 30.3                                                  | 29.2                                                  | 27.9                                                  | 31.1                                                  |
| Temp. media (°C)                                      | 18.6                                                  | 20.0                                                  | 22.2                                                  | 24.2                                                  | 26.1                                                  | 26.2                                                  | 24.2                                                  | 24.2                                                  | 23.9                                                  | 23.1                                                  | 21.0                                                  | 19.1                                                  | 22.7                                                  |
| Temp. mín. media (°C)                                 | 9.8                                                   | 10.6                                                  | 12.1                                                  | 13.9                                                  | 16.3                                                  | 18.3                                                  | 17.5                                                  | 17.6                                                  | 17.7                                                  | 16.0                                                  | 13.3                                                  | 10.1                                                  | 14.4                                                  |
| Temp. mín. abs. (°C)                                  | 1.0                                                   | 3.0                                                   | 4.0                                                   | 9.0                                                   | 10.0                                                  | 13.0                                                  | 12.0                                                  | 1.0                                                   | 12.0                                                  | 7.0                                                   | 5.0                                                   | 1.0                                                   | 1.0                                                   |
| Precipitación total (mm)                              | 22.0                                                  | 12.3                                                  | 7.9                                                   | 1.8                                                   | 22.9                                                  | 155.0                                                 | 253.3                                                 | 199.9                                                 | 160.1                                                 | 49.7                                                  | 11.6                                                  | 9.7                                                   | 906.2                                                 |
| Fuente: Servicio Meteorológico Nacional.              |                                                       |                                                       |                                                       |                                                       |                                                       |                                                       |                                                       |                                                       |                                                       |                                                       |                                                       |                                                       |                                                       |

Sin embargo, el norte del municipio es más cálido y más frío pero con una precipitación inferior al sur y al centro.

## Suelos
Los suelos dominantes pertenecen al tipo luvisol crómico y órtico, y regosol eútrico; y como suelo asociado se encuentra el feozem lúvico y litosol.

### Festividades
La Feria Nacional del Tequila se celebra del 30 de noviembre al 12 de diciembre, con los siguientes eventos: coronación de la reina; exposición de los principales fabricantes de tequila, donde se muestra el proceso de elaboración de la bebida. Aquí se practica la charrería y el día de la inauguración carros alegóricos, peleas de gallos, serenatas con mariachis, juegos pirotécnicos y mecánicos.
Las fiestas patronales coinciden con las fechas de la mencionada feria, ya que el día 8 de diciembre se festeja a Nuestra Señora de la Purísima Concepción; y el día 12 de diciembre se honra, con especial fervor, a la Virgen de Guadalupe.

### Leyendas
- La que narra el trágico final que tuvo Fray Juan Calero o del Espíritu Santo; se dice que este evangelizador fue al cerro de Tequila a pacificar a los indígenas que se habían sublevado pero a sus ruegos para que bajaran los rebeldes, recibió por respuesta flechas y piedras; después, los nativos lo despojaron de sus hábitos y lo colgaron en un ídolo que adoraban.
- Otra leyenda muy conocida es la que narra que al correr el año de 1876, en las calles de la población de Tequila, se apareció un ser misterioso sobre su cabalgadura con la que recorrió todo el pueblo gritando “ ¡Ejecución! ¡Ejecución!”; para después salir de la ciudad la que al instante se cubrió con una espesa neblina. Al día siguiente se presentó entre los habitantes una mortal enfermedad conocida como “paloma azul”, la cual cobró muchas víctimas.
- La leyenda de don Cenobio Sauza. Se dice que don Cenobio Sauza le vendió su alma al diablo para hacer fortuna, con la condición de que permaneciera atado con cadenas en la cueva del diablo. Don Cenobio cuando ocupaba dinero mandaba a un trabajador con tres o cuatro mulas al cerro dándole indicaciones de que al llegar a la cueva, entrara sin voltear a ningún lado y que cargara las mulas que llevaba y regresara inmediatamente a la fábrica. Esto con el tiempo no resultó ya que un hombre no acató su orden y volteó la vista llevándose la sorpresa de ver a don Cenobio Sauza atado con cadenas, de pies y manos, con una transformación diabólica, con cuernos y cola. Al regresar el hombre lo comentó por el pueblo. La gente al enterarse comprendió que el dinero de Sauza estaba maldito por lo que no podía aportar dinero a la iglesia.
- Leyenda de Mayahuel. Entre las leyendas que cuentan algunos lugares y acontecimientos de Tequila, se dice que Huexicar protegía a una mujer que con mezcal curaba enfermedades, por lo que se considera que ella fue quien descubrió la bebida de mezcal conocida como tequila. Esta mujer de quien no se conoce su nombre le llamaron Mayahuel.

### Gastronomía
Uno de los platillos típicos de la gastronomía de la población, consiste en las tostadas. Alimento que se consume generalmente como platillo fuerte o como cena y se pueden encontrar en la mayoría de las cenadurías, las cuales son establecimientos tradicionales de la región en donde se sirven platillos típicos como tacos, pozole, etc. Por lo general estos establecimientos ofrecen sus servicio en horario nocturno. El platillo consiste en una tostada especial denominada tostada raspada, hecha con maíz, que adquiere una textura resistente y áspera debido al proceso de su elaboración.
La tostada es cubierta por una capa de frijoles previamente molidos y sazonados con hierbas de la región, sobre esta se coloca algún tipo de proteína animal, destacando principalmente la carne molida, lomo o pierna de cerdo adobados; sobre la carne se coloca una capa de lechuga, cebolla blanca curtida por limón y son bañadas en salsa de jitomate. Puede acompañarse con crema, salsa picante y queso raspado.

## Actividad industrial
La principal actividad económica de esta ciudad es la producción de la popular bebida alcohólica homónima. Desde sus inicios, la producción de tequila en la región ha sido reconocido internacionalmente. Los principales productores de tequila que se encuentran dentro de la ciudad son:
- Tequila José Cuervo.
- Tequila Destiladora Rubio.
- Tequila Orendáin.
- Tequila Sauza.
- Tequila Tequileño.
- Tequila Ópalo Azul.
- Tierra de Agaves.
- Tequilas Finos.
- Tequila Viuda de Martínez.
- Tequilera santa Teresa

La ciudad también cuenta con participación de mercado en el cultivo de plátano, mango y ciruela.
- Muebles elaborados con quiote de agave.
- Tallado de piedra obsidiana arcoíris.
- Tallado de piedra laboreña.
- Papel de fibra de agave.
- Muebles elaborados con barricas.

Elaboración de castañas o barrilitos hechos de roble, llamado palo colorado, decorado con figuras alusivas al agave; también se elaboran ánforas forradas con piel de cerdo, con inscripciones de frases típicas; ambos productos se llenan con la tradicional bebida del tequila. También se producen artículos de barro (jarros, cazuelas, comales, cántaros, etc.), y existen algunos talleres donde se elaboran huaraches.
Recientemente se ha organizado un taller en donde se trabaja la talabartería bordada con “pita” (hilaza extraída de la planta de candelilla); se elaboran cinturones piteados, diademas, prendedores y adornos bordados con la fibra. También existe otro taller para el tallado de la piedra de obsidiana en donde se hacen figuras decorativas, esta roca se extrae de las faldas del cerro de Tequila.

## Turismo
Cascada los azules se ubica dentro del municipio de Tequila Jalisco. Es un lugar espectacular y hermoso donde corre el río proveniente de los veneros y manantiales.  
Puedes visitar el Pueblo realizando un Tour a Tequila saliendo desde Guadalajara ya que se encuentra a solo 60 km de distancia de la capital del estado.

## Personajes
- Cenobio Sauza - Empresario tequilero, fundador de Tequila Sauza y primer exportador de la bebida a Estados Unidos.
- Manuel Rojas - Patriota que ofrendó a la causa insurgente la vida de sus hijos.
- Leopoldo Leal Oliva - Revolucionario.
- Cleofas Mota - Revolucionario.
- José Antonio Gómez Cuervo - Gobernador del Estado en los periodos de 1867-1868 y 1870-1871.
- José Manuel Martínez Aguirre - Diputado federal de la LIV Legislatura por el XIV Distrito Electoral Federal de Jalisco (1988-1991).
- David Gutiérrez Allende - Gobernador del Estado en 1911.
- Sebastián Allende Rodríguez - Escritor.
- Manuel Álvarez Rentería «Maciste» - Guitarrista, cantante y compositor de canciones.
- Víctor Prieto Llamas - Gobernador interino del Estado en 1943.
- Eyra Reza - Directora de la Banda del Estado.
- Miranda Duarte - Abogada, escritora y catedrática.
- Matilde Sánchez Elías «La Torcacita» - Cantante de Música Ranchera.
- Sebastián Allende Rojas - Gobernador del Estado en el periodo 1932-1935.
- Nicolás Sanzana - Rompió el récord Guinness de consumo de tequila en el bar 777.

## Cronología
- 1530 El 15 de abril, es fundada la Villa de Santiago de Tequila por los frailes franciscanos encabezados por Fray Juan Calero.
- 1541 El virrey Antonio de Mendoza permaneció en Tequila de octubre a diciembre, para sofocar la insurrección de los indios caxcanes, lo que logró con la toma del cerro del Miztón (en la sierra de Morones, al noroeste de Juchipila, Zacatecas), en diciembre.
- 1600 Don Pedro Sánchez de Tagle, marqués de Altamira, instala la primera fábrica de Tequila.
- 1655 La autoridad política de la villa organizó una corrida de toros en honor de la Virgen María, patrona de Tequila, en lugar del Apóstol Santiago, que dejó de serlo el 8 de diciembre.
- 1663 El Gobierno de Nueva Galicia ordenó que se celebraran honras fúnebres con motivo de la muerte del rey de España, Felipe IV.
- 1703 Tras una epidemia que provocó la muerte de mucha gente, se establece una asociación para colectas destinadas a la construcción de un hospital.
- 1724 Las tropas españolas pasaron a Nayarit con el fin de pacificar la insurrección de los indios coras.
- 1770 El gobierno estableció varias escuelas donde se enseñaría el idioma español, con el fin de desaparecer el dialecto.
- 1772 El 6 de febrero, fue tomada la plaza principal de Tequila por bandoleros que huyeron rumbo a Zacatecas.
- 1786 El Dr. León Gama era el único profesionista en la población. Ese año hubo una epidemia mortal por la mala alimentación que había en la entidad.
- 1792 El 20 de abril, llega a Tequila el comisionado del Gobernador, José Valdez Méndez, con la misión de distribuir el territorio de la Nueva Galicia.
- 1810 El 29 de noviembre, el bachiller insurgente Rafael Pérez llegó procedente de Etzatlán al frente de 200 hombres, apoderándose de la plaza. Convirtiendo a Tequila en Cuartel General de la región.
- 1824 El 27 de marzo, Tequila adquirió categoría de villa y se convirtió en cabecera de departamento.
- 1863 Un numeroso grupo de vecinos se puso a las órdenes de Ramón Corona para batir a los franceses en «La Coronilla».
- 1873 El 24 de enero, el jefe político Sixto Gorjón al mando de algunos lugareños y 50 policías son vencidos y muertos heroicamente por las huestes del «Tigre de Alica», Manuel Lozada.
- 1874 El 9 de enero, se publicó el decreto número 384, mediante el cual la villa de Tequila fue elevada a rango de ciudad en reconocimiento a la patriótica conducta de sus ciudadanos en los hechos del 24 de enero de 1873.
- 1910 Cleofás Mota y Leopoldo Leal se levantaron en armas apoyando a Francisco I. Madero.
- 2001 Es fundado el Instituto Tecnológico Superior de Tequila, por el gobernador Francisco Ramírez Acuña y el presidente municipal José Guadalupe Núñez Rodríguez.[cita requerida]

## Patrimonio Mundial de la Humanidad

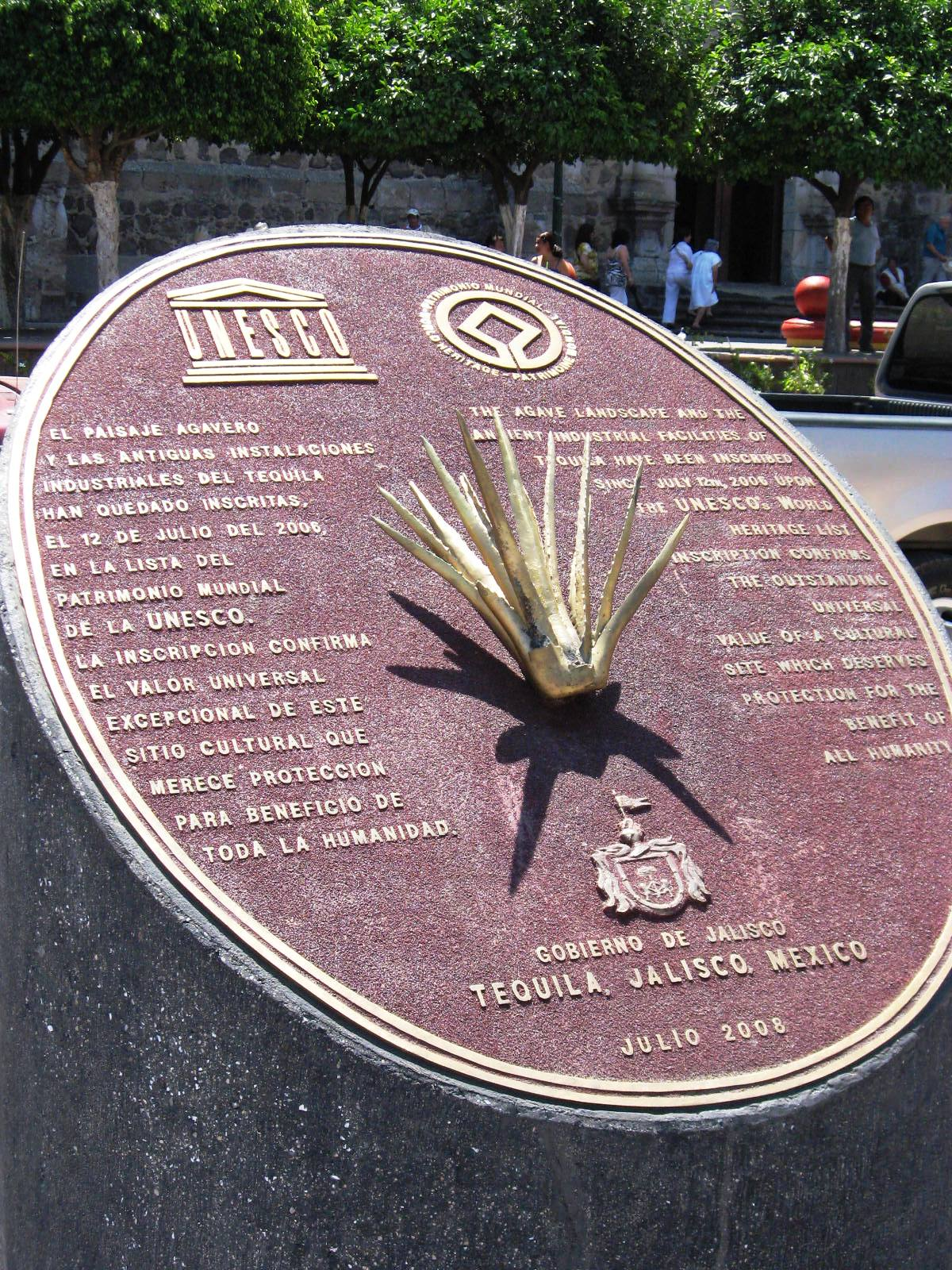
Patrimonilización de la ciudad.

- El 12 de julio de 2006, la región mexicana en la que se produce el tequila fue declarada Patrimonio Mundial de la Humanidad por la Unesco, bajo la denominación de Paisaje agavero y antiguas instalaciones industriales de Tequila.
- La zona, 34 mil 658 hectáreas entre el pie del Volcán Tequila (Incluyendo Guachimontones) y el profundo cañón del Río Grande, entró a formar parte de la Lista del Patrimonio Mundial junto a otros parajes del mundo por decisión del Comité del Patrimonio Mundial de la UNESCO, que celebró en Vilna (Lituania) en su reunión anual.
- La UNESCO incluyó concretamente en la lista el «paisaje de agaves», las plantas empleadas en la producción del tequila, y «las antiguas instalaciones industriales de Tequila». También destacó los «vastos paisajes de agaves azules, modelados por la cultura de esta planta, utilizada desde el siglo XVI para producir tequila y desde hace al menos dos mil años para fabricar bebidas fermentadas y textiles».

## Hermanamiento
La ciudad de Tequila está hermanada con las siguientes ciudades alrededor del mundo:
- Mascota, México (2014).
- Jerez de la Frontera, España (1982).[11][12]
- Cathedral City, Estados Unidos (1998).[13]
- Martel, Francia (2002).[14][15]
- Jelenia Góra, Polonia (2003).[16]
- Pisco, Perú (2005).[17][18][19]
- Bollullos de la Mitación, España (2006)[20][21]
- Jalpan de Serra, México (2009).[22][23]
- Cancún, México (2012).[24][25][26]
- Chimbarongo, Chile (2013).[27][28][29]
- Ciudad Juárez, México (2013).[30]
- Lagos de Moreno, México (2014).[31][32]
- Mazamitla, México (2014).[31][32]
- Tapalpa, México (2014).[31][32]
- San Sebastián del Oeste, México (2014).[31][32]
- La Araucanía Padre Las Casas (2014)[33]